# Das Mädel mit den Dollar-Millionen
Das Mädel mit den Dollar-Millionen ist eine US-amerikanische Stummfilmkomödie aus dem Jahr 1925 von Edwin Carewe mit Dorothy Mackaill in der Titelrolle. Regisseur Carewe produzierte  den Film, der durch First National veröffentlicht wurde. Das Drehbuch basiert auf dem Roman Joanna, of the Skirts Too Short and the Lips Too Red and the Tongue Too Pert von Henry Leyford Gates.

## Handlung
Joanna Manners, die in James Graysons exklusivem Damenmodegeschäft arbeitet, erhält ein mysteriöses Erbe von einer Million Dollar. Ihr plötzlicher Reichtum erregt die Aufmerksamkeit von Frank Brandon, dem Neffen des Bankpräsidenten, und entfremdet ihr die Zuneigung ihres Verlobten, des Architekten John Wilmore. Durch Brandon und Anthony Eggleson, der ihre finanziellen Angelegenheiten verwaltet, lernt sie Carlotta de Silva kennen, eine Frau von Welt, die in Brandon verliebt ist. Carlotta hilft Joanna, ein Leben in Luxus und Genuss zu führen.

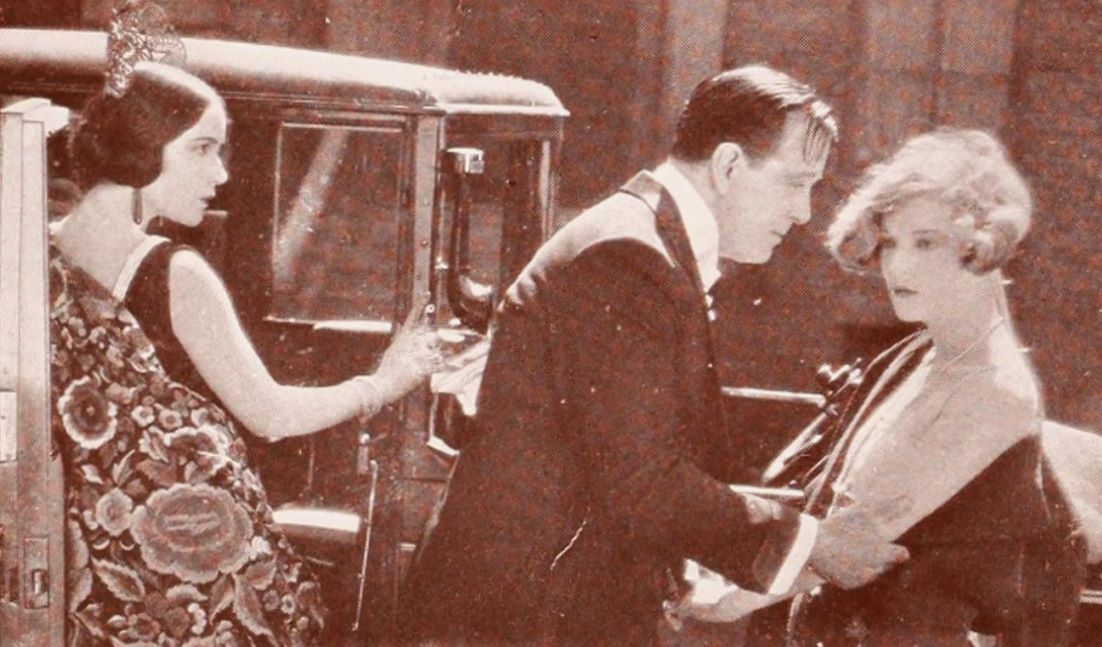
Szenenfoto mit Dolores del Río (li.), Paul Nicolson und Dorothy Mackaill

Joanna gerät mit John in Streit und geht für zehn Monate ins Ausland. Von dort kehrt sie mit einem zweifelhaften Ruf zurück. In einem Kampf um ihre Ehre tötet sie Brandon beinahe. Später, nach einem vergeblichen Versuch, ihren alten Job wiederzubekommen, erfährt sie, dass sie eine Schachfigur bei einer Wette zwischen Eggleson und Greyson um eine Million Dollar auf ihre Keuschheit war. Eggleson adoptiert sie und sie wird mit John wiedervereint.

## Hintergrund

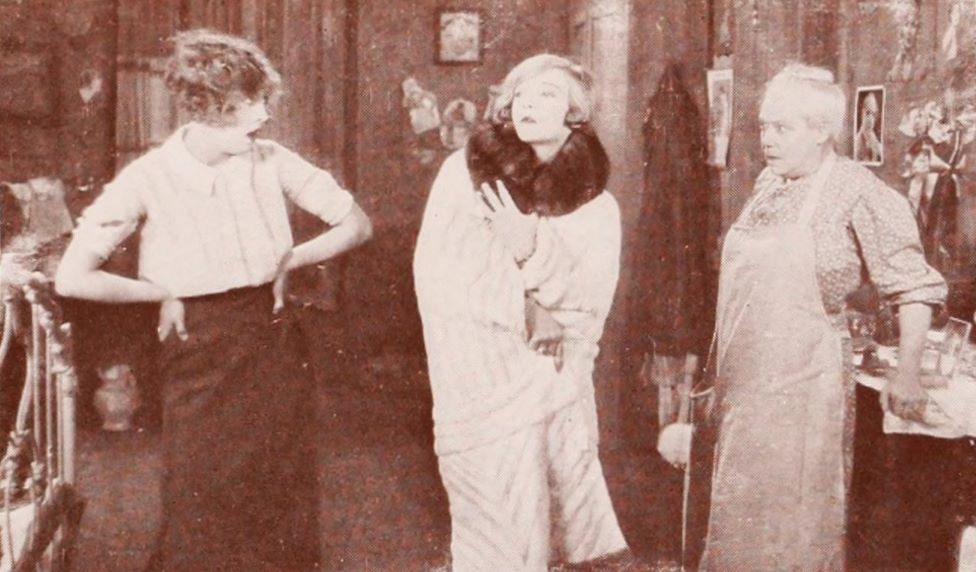
Szenenfoto mit Rita Carewe, Dorothy Mackaill und Lillian Langdon (v. l. n. r.)

John DuCasse Schulze oblag die künstlerische Leitung.
Dolores del Río gab ihr Filmdebüt.
Da keine Kopien der acht Filmrollen existieren, gilt der Film als verschollen.

## Veröffentlichung
Die Premiere des Films fand am 6. Dezember 1925 in New York statt. 1926 kam er in Österreich in die Kinos.

## Kritiken
Mordaunt Hall von der The New York Times befand, dass es den Produzenten dieses Films wunderbar gelungen sei, die geringsten Anzeichen von Schmeichelei gegenüber der Intelligenz des Publikums zu vermeiden. Sie zaubern oft mit alten Ideen in neuem Gewand.
In der Movie Picture World bescheinigte C. S. Sewell, dass die Hauptdarstellerin Dorothy Mackaill gut besetzt sei und ein feines Porträt eines modernen lebenslustigen Mädchens abliefere. Der Höhepunkt sei überraschend und effektiv.